# حقوق الإنسان في قبرص
حقوق الإنسان في قبرص يحميها دستور جمهورية قبرص. ومع ذلك، فهناك تقارير عن انتهاكات لحقوق الإنسان للأقليات والحرية الديمقراطية وحقوق المعتقلين، وحرية الدين، وحقوق المرأة، وحرية الصحافة وحرية التعبير.

## الحرية الديمقراطية
صنفت مؤسسة فريدوم هاوس المستوى المتصور من الحريات الديمقراطية والسياسية في قبرص بأنها «حرة» في عام 2011 في التقرير العالمي للحرية. ذكرت وزارة الخارجية الأمريكية في عام 2010 أن الانتخابات الأخيرة كانت حرة ونزيهة.